# 巴尔斯特
巴尔斯特（法語：Barst，法語發音：[baʁst]；洛林法兰克语：Barscht）是法国摩泽尔省的一个市镇，属于福尔巴克-布莱摩泽尔区。

## 地理
巴尔斯特（49°4'3"N, 6°49'59"E）面积5.79 平方千米，位于法国大東部大區摩泽尔省，该省份为法国东北部内陆省份，是洛林的一部分，西南接默尔特-摩泽尔省，东临下莱茵省，北与卢森堡和德国接壤。
与巴尔斯特接壤的市镇（或旧市镇、城区）包括：桑布斯、比丹、卡佩勒、奥斯特、马克什塔特。
巴尔斯特的时区为UTC+01:00、UTC+02:00（夏令时）。

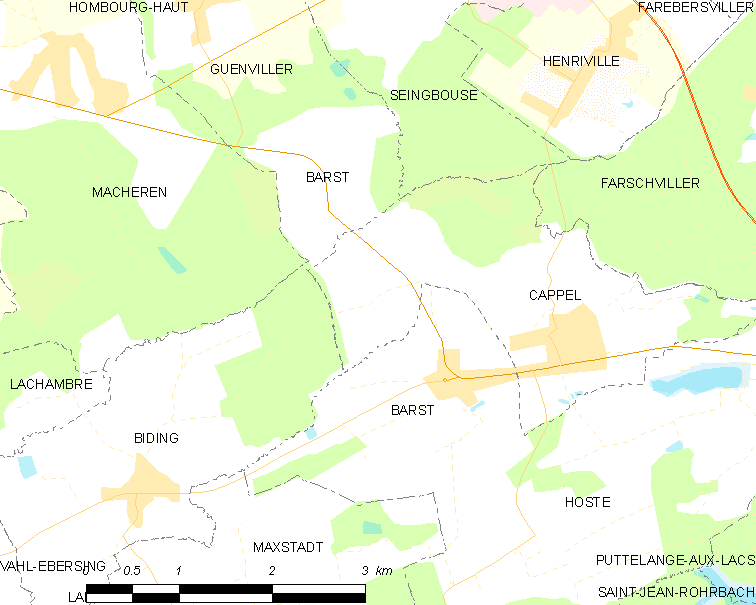
巴尔斯特的OSM定位图

## 行政
巴尔斯特的邮政编码为57450，INSEE市镇编码为57052。

## 政治
巴尔斯特所属的省级选区为弗雷曼-梅尔勒巴克县。

## 人口

1962-2008年间巴尔斯特人口变化图示

巴尔斯特于2022年1月1日时的人口数量为571人。